# Дубоссары в Приднестровском конфликте (1990—1992)

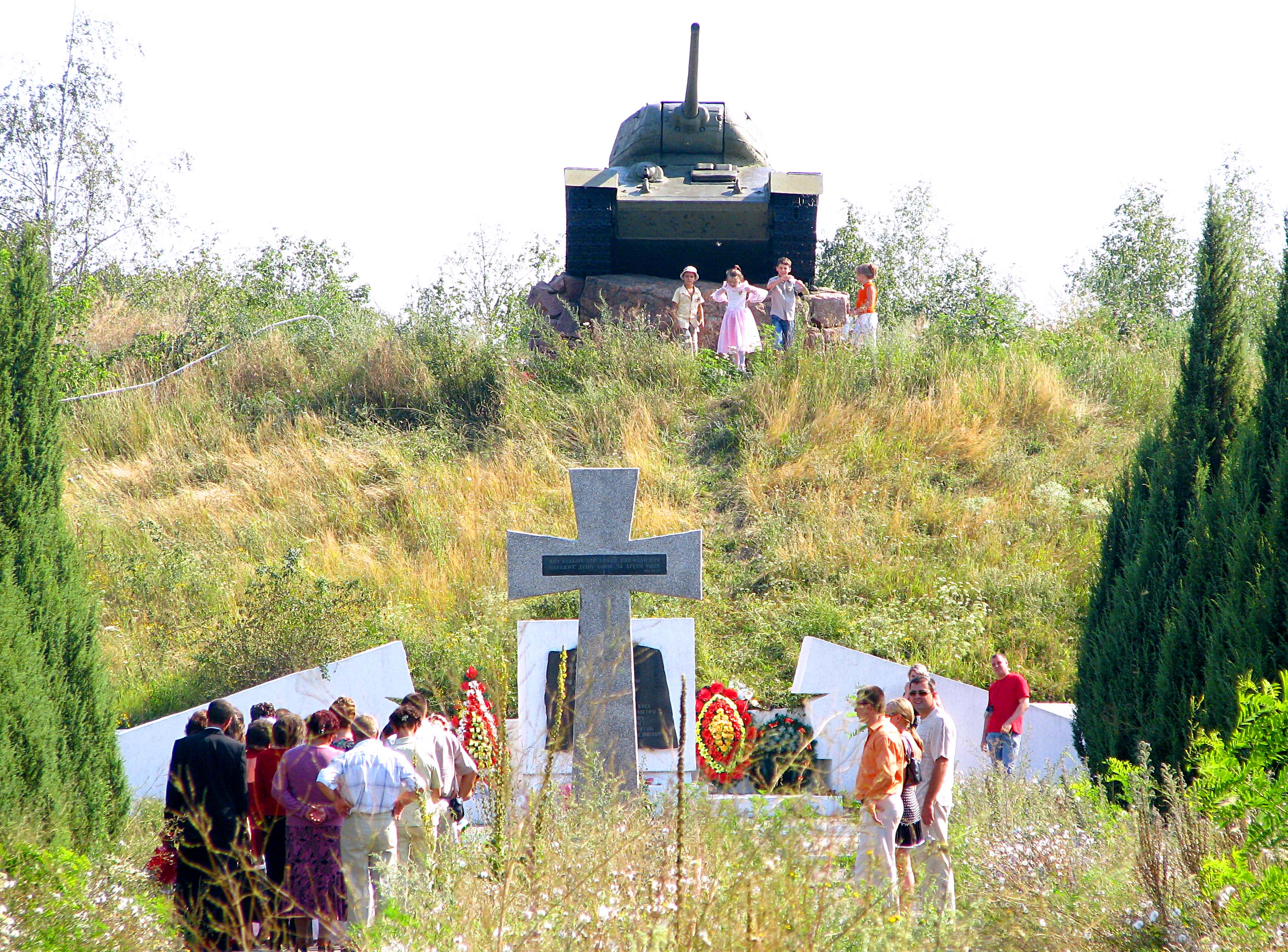
Курган Славы в Дубоссарах между сёлами Дороцкое и Погребы

Столкновения в Дубоссарах в ходе Приднестровского конфликта начались 2 ноября 1990 года, а открытые военные действия между дубоссарскими казаками, первоначально именовавшиеся как ТСО — территориально-спасательные отряды), приднестровской милицией, гвардейцами с одной стороны и молдавской полицией, войсками Молдовы с другой, в г.Дубоссары и пригородных сёлах.

## Предыстория

### Предшествующие события
В конце 1980-х годов в результате перестройки в Советском Союзе обострились национальные вопросы. В союзных республиках возникли общественные движения, объединявшие представителей титульных национальностей этих республик. В Молдавской ССР это движение выразилось в провозглашении тезиса об идентичности молдавского и румынского языков и в призывах к объединению Молдавии с Румынией.
Изначально были выдвинуты требования признать идентичность молдавского языка румынскому, а также перевести молдавский язык на латинскую графику и сделать его единственным государственным языком Молдавии[страница не указана 3630 дней]. Важным шагом к возникновению конфликта в Приднестровье послужило опубликование законопроекта «О функционировании языков на территории Молдавской ССР». Проект был опубликован от имени Союза писателей Молдавии. Согласно ему, родители лишались права выбора языка обучения детей, а за использование в официальном общении иного языка предусматривалась административная и, в некоторых случаях, уголовная ответственность
. Законопроект вызвал негативную реакцию части населения, не владеющей молдавским языком, но так и не был принят в изначальной редакции (возможность получения образования на русском языке имеется в Молдове до сих пор). Дальнейшие споры о государственном языке, привели к возникновению национального вопроса в Молдавии и расколу общества. Когда в конце 1988 года начал формироваться Народный фронт Молдовы, в противовес ему в начале 1989 года возникло «Интердвижение» и ОСТК (Объединённый совет трудовых коллективов), который противостоял Народному фронту.
11 августа в Тирасполе был создан Объединенный Совет трудовых коллективов (ОСТК), куда вошли представители всех предприятий города. Под руководством ОСТК в Приднестровье начали организовываться забастовки
Поводом к формированию ОСТК послужило опубликование законопроекта о государственном языке. Затем Парламент МССР переименовал МССР (Молдавию) в ССРМ (Молдову) и провозгласил единственным государственным языком в Молдове — румынский (с переводом молдавского языка с кириллической графики на латиницу). Депутаты из левобережья, г. Бендеры и гагаузских районов были избиты многотысячными толпами про-румынских активистов Кишинёва прямо у входа в Парламент Молдовы за отказ голосовать за этот Закон (тяжелее всех пришлось гагаузам — их госпитализировали c травмами). В итоге избитые депутаты отказались участвовать в заседаниях в Кишинёве, а постановили собираться исключительно в городах Тирасполь и Комрат. За это их исключили из КПСС (причём даже исключили некоторых депутатов от г.Дубоссары, которые никогда в партии не состояли, как В. В. Дюкарева[страница не указана 3630 дней]), вручив им уведомления об исключении из КПСС в зданиях городских и районных отделов КГБ ССРМ (Молдовы), куда они были вызваны по повесткам, а также сообщив им, что они отныне уволены со своих основных мест работы «за нарушение трудовой дисциплины и систематические прогулы», так как их командировочные удостоверения отказались заверить в Парламенте ССРМ (Молдовы)[страница не указана 3630 дней].
На фоне политического противостояния ОСТК организовал на левобережье Днестра забастовки и митинги, где часть населения составляли восточные славяне. Во многих городах будущего Приднестровья начался переход на сторону народных депутатов правоохранительных органов, отказавшихся подчиняться Кишинёву. Позже, после референдума об образовании ПМССР и кризиса в Гагаузии, провозгласившей независимость 19 августа 1990 года (ещё раньше Приднестровья) в результате конфликта о языке, началось формирование гвардии ПМР, которая приняла непосредственное участие в конфликте. К началу первых столкновений Дубоссары уже контролировались властями Приднестровья: городским советом народных депутатов, избранным полностью в соответствии с законодательством ССРМ на всесоюзных местных выборах в марте 1990 года. На всесоюзном референдуме весны 1991 года население Дубоссар (и всего Приднестровья), согласно объявленным итогам, высказалось против курса Молдовы на независимость и за сохранение СССР[страница не указана 3630 дней].

### Формирование ПМССР

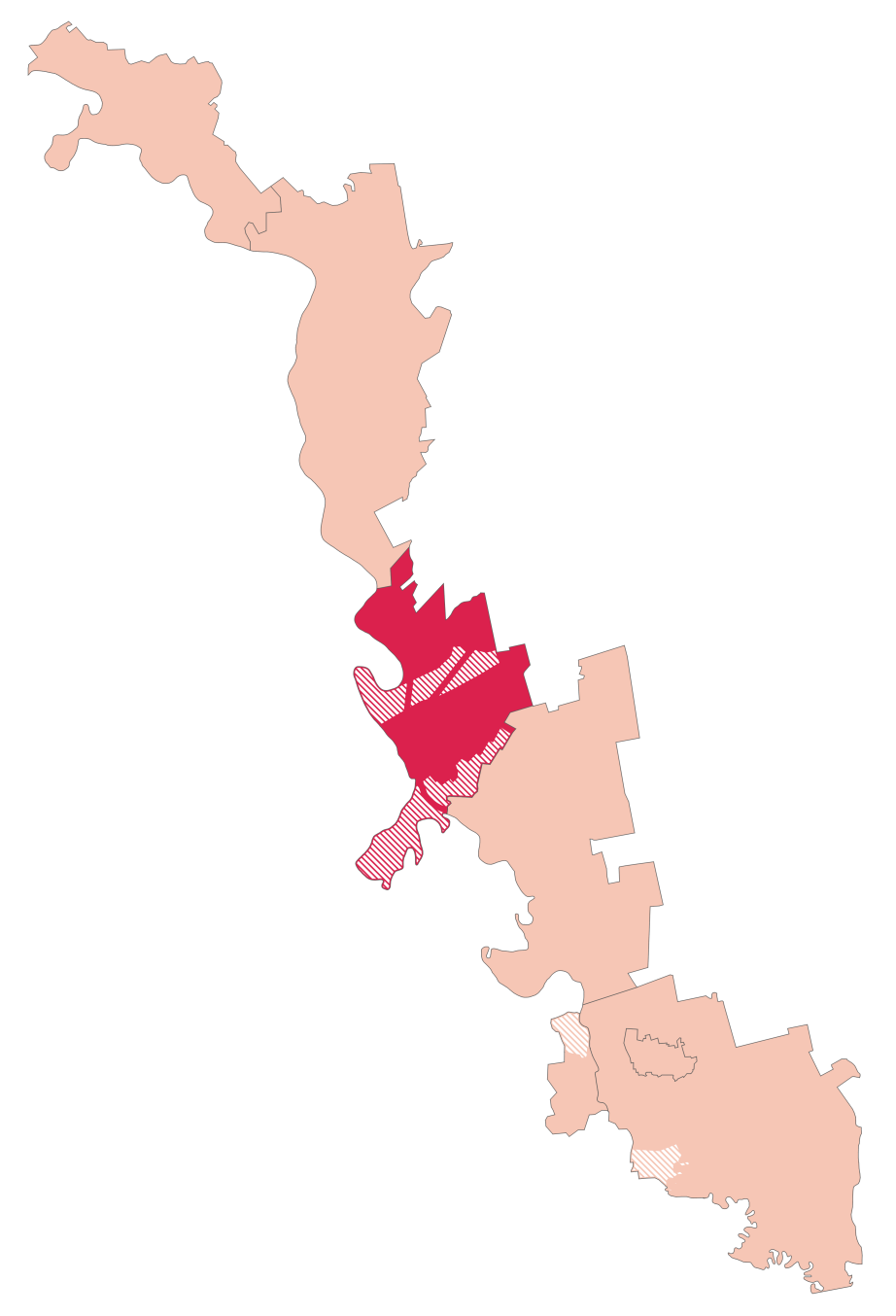
Дубоссарский район ПМР на карте Приднестровья. Территории, заштрихованные розовым, заявлены руководством ПМР, как часть республики, однако их западная половина контролируются Молдовой, а восточная половина — Приднестровьем

Дубоссары сыграли важную роль в формировании Приднестровья в 1989-1990 годах. 12 августа 1990 года в городе состоялся референдум об образовании ПМССР. В Дубоссарах было открыто 7 участков для голосования.
По итогам голосования на 2-м съезде депутатов всех уровней из восточных регионов ССРМ (в болгарском селе Парканы [между городами Тирасполь и Бендеры]; присутствовало 612 человек депутатов сельских, городских, районных советов и Парламента Молдовы из городов и районов будущей ПМССР), созванном в соответствии с законом СССР «О местном самоуправлении» 2 сентября 1990 года была провозглашена Приднестровская Молдавская Советская Социалистическая Республика (ПМССР), а Дубоссары вошли в её состав. Временным руководителем ПМССР стал исключённый из КПСС Игорь Смирнов (народный депутат Парламента Молдовы, председатель Тираспольского городского совета народных депутатов, директор Тираспольского завода им. Кирова), Председателем временного Верховного Совета ПМССР стал исключённый из КПСС Григорий Маракуца (народный депутат Парламента Молдовы, заместитель председателя Каменского районного совета народных депутатов). Их первыми заместителями (исполняли обязанности руководителей Республики и Верховного Совета во время ареста без предъявления обвинения властями Молдовы И. Смирнова и Г. Маракуцы с августа по декабрь 1991, в нарушении Закона «О статусе народного депутата») были избраны беспартийный Андрей Манойлов (народный депутат Парламента Молдовы, заместитель председателя Тираспольского городского совета народных депутатов, таксист — председатель забастовочного комитета работников транспорта г.Тирасполь) и член КПСС Александр Караман (2-й секретарь Слободзейского райкома КП Молдавии, врач — депутат районного Совета народных депутатов г. Слободзея)[страница не указана 3630 дней], что с 2014 года был вице-премьером по социальным вопросам Совета министров Донецкой Народной Республики.
Новое государственное образование наравне с Гагаузской Советской Социалистической Республикой (была создана на юге ССРМ аналогичным способом гагаузами в августе 1990 года) не было признано в качестве союзной республики властями Советского Союза. В 1991 году ПМССР была переименована в Приднестровскую Молдавскую Республику (ПМР).

## Расположение Дубоссар
Дубоссары являются центром Дубоссарского района ПМР. Сам Дубоссарский район ПМР расположен в центре Приднестровья и граничит на юге с Григориопольским районом ПМР, а на севере — с Рыбницким районом ПМР. С точки зрения приднестровского руководства граница с Молдавией проходит по Днестру, хотя некоторые населённые пункты приднестровской части Дубоссарского района подконтрольны Молдавии.
Левый берег Днестра в районе Дубоссар связан с правым берегом плотиной Дубоссарской ГЭС и мостом между Лунгой и Дзержинским. Также существует паромная переправа в Новой Маловате. С юга на север через город проходит стратегически важная автотрасса Рыбница— Тирасполь, которая связывает юг и север Приднестровья. Также в Дубоссарах были в 1990—1992 годах сконцентрированы промышленные предприятия, крупнейшим из которых являлись Восточные Электрические Сети (в том числе в их составе Дубоссарская ГЭС), Дубоссарская швейная фабрика, Дубоссарский механический завод, Дубоссарский завод «Программатор», Дубоссарский табакзавод, Дубоссарский завод железобетонных изделий, Дубоссарский хлебзавод, Дубоссарский молокозавод, Дубоссарский мясокомбинат, Дубоссарский ПРОТ (предприятие по ремонту сельскохозяйственной техники) и т. д.

## Вооружённое противостояние

### Политическое противостояние

#### Столкновения ноября 1990 года. Первые жертвы в Приднестровском конфликте
2 ноября 1990 в городе около 13-00 в г.Дубоссары пришло сообщение от зам. министра внутренних дел ССРМ Я. Гроссула, что колонны ОПОНа Молдовы и добровольцев пытаются установить контроль над городом[страница не указана 3630 дней], несмотря на его несогласие с приказом министра внутренних дел ССРМ.
Около 13-30 на дубоссарском мосту произошло столкновение между молдавским ОПОНом под командованием начальника кишинёвского ГУВД Вырлана и вышедшими охранять мост сторонниками ПМР. Также к месту столкновения прибыли 135 курсантов милицейского училища и 8 офицеров под руководством подполковника Нейкова. Сотрудники ОПОНа применили дубинки и газ «Черёмуха» и смогли через полчаса войти в микрорайон Лунга, но там ОПОНу дорогу преградила дорогу 3-тысячная толпа дубоссарцев, и продвинуться ОПОН смог лишь на 100 метров вглубь Лунги к 14:00 с южной стороны въезда в город Дубоссары.
Между 13-30 и 14-00 в Дубоссарах начался несанкционированный сбор граждан возле фабрик и заводов против ввода молдавской полиции. Люди начали в экстренном порядке по сигналам сирен гражданской обороны собираться у своих предприятий, откуда их автобусы предприятий увозили к месту прорыва ОПОНа Молдовы. В ответ министр внутренних дел Молдавии Ион Косташ подписал приказы «О деблокировании Дубэсарьского моста через реку Днестр и охране общественного порядка в городе Дубэсарь» и «Об организации КПП на транспортных магистралях и дорогах Григориопольского и Дубэсарьского районов». В город были направлены дополнительные отряды ОПОНа, и опоновцы попробовали в 15-00 прорваться в город уже с восточной стороны через микрорайон Большой Фонтан, рассчитывая тем самым обойти толпу народа с тыла[страница не указана 3630 дней].
Однако всё новых собирающихся у предприятий жителей города автобусы теперь повезли на Большой Фонтан. В ходе столкновения после нескольких выстрелов в воздух огнестрельное оружие было применено против митингующих около 15-30, из-за чего погибли трое жителей Дубоссар (Валерий Мицул, Владимир Готка [оба — рабочие дубоссарского табакзавода] и 18-летний Олег Гелетюк). Это были первые погибшие в Приднестровском конфликте. Ещё 16 человек были ранены, 9 из них получили огнестрельные ранения.
Вечером того же дня с наступлением темноты ОПОН покинул подступы к городу, а пути к Дубоссарам блокировал. Уже к 19-00 пост ОПОНа между г.Дубоссары и селом Красный Виноградарь был разогнан женщинами-пенсионерками из села Красный Виноградарь, вооружёнными лишь граблями и вилами, приехавшими на прицепе, подсоединённом к трактору. К 21-00, получив сообщения, что местные жители с. Дзержинское готовятся взять силы ОПОНовцев в кольцо "на кругу", ОПОНовцы были вынуждены бежать без приказа за Днестр в город Криуляны[страница не указана 3630 дней].
5 ноября 1990 года Игорь Смирнов выступил по радио с требованиями привлечь к уголовной ответственности сотрудников ОПОНа, деятельность которых повлекла гибель людей, и прекратить эскалацию напряжённости в зоне конфликта. После столкновения женщины г. Дубоссары начали голодовку с целью привлечь внимание руководства СССР к происходящему в Молдавии. 6 ноября 1990 года состоялись похороны погибших на Большом Фонтане. Ещё 16 раненым мирным жителям г. Дубоссары власти Молдовы (им подчинялась Центральная Районная Больница г. Дубоссары) выдала фиктивные медицинские заключения о том, что они якобы получили «бытовые травмы», а не огнестрельные ранения.

#### Столкновения 25 сентября — 4 октября 1991 года
События в Дубоссарах вызвали негативную реакцию в ПМССР, начали создаваться военизированные приднестровские формирования, а с середины 1991 г. они начали получать первое оружие; местное население требовало суда над руководством Молдовы. Население города начало блокировать деятельность полиции Молдовы, которая на ночь была вынуждена занимать круговую оборону в здании полиции, пряча флаг Румынии от надругательств, так как флага Молдовы у полиции ещё не было[прояснить].
Одновременно в Приднестровье стали создаваться военизированные формирования, с середины 1991 г. они начали получать оружие. В частности было образовано Черноморское казачье войско, имевшее на вооружении бронетехнику (БТР и БМП) и артиллерию. А правительство Молдовы после августа 1991 г. начало создавать из частей Советской армии собственные вооруженные силы. Источниками вооружения для обеих сторон послужили арсеналы бывшей 14-й гвардейской общевойсковой армии СССР, дислоцированной на территории как Молдовы, так и Приднестровья}}
Новое обострение ситуации в городе началось во второй половине 1991 года. Его причиной стал провал августовского путча в Москве, после чего Молдова и начала арестовывать депутатов всех уровней из г. Дубоссары[страница не указана 3630 дней]. В райотдел полиции г. Дубоссары, видя нелояльность местного населения и полиции, были переброшены полицейские с северных районов Молдовы, регулярно устраивавшие провокации против местных жителей, а также депутатов Верховного Совета Молдовы из г. Дубоссары, ставших на защиту прав жителей.
В ответ 25 сентября 1991 года треть личного состава Дубоссарского РОВД (во главе с майором И. Сипченко), чьё здание расположено территориально в микрорайоне Магала, перешла под юрисдикцию Приднестровской Молдавской Советской Социалистической Республики и создала на первом этаже здания Дубоссарского городского совета народных депутатов — Дубоссарское ГОВД[страница не указана 3630 дней]. Молдова предпринимала безрезультатные попытки захвата города 25-28 сентября 1991 года и 13 декабря 1991 года, в ходе которых погибло два рыбницких дружинника из РОСМа (рабочих отрядов содействия милиции), которым посмертно было присвоено гвардейское звание, и один сотрудник ГАИ Дубоссарского ГОВД.
25 сентября 1991 года ОПОН Молдовы вошёл в г. Дубоссары и г. Григориополь тайно ночью, пройдя по дамбам у Днестра. Женщины городов начали круглосуточную посменную вахту у городских советов народных депутатов, не давая возможности Республике Молдове их захватить. Рабочие усилили охрану предприятий, где они работали. Власть ОПОНа держалась лишь днём, а на ночь ОПОН уходил в здания полиций, где занимал круговую оборону. После того, как 27 сентября полицейские Григориополя выставили счёт ОПОНу за нахождение в их здании, а сами перешли под власть милиции ПМР, ОПОНовцы Молдовы с позором под крики проклятий из окон жителей городов Дубоссары и Григориополь были вынуждены покинуть окраинные части этих городов[страница не указана 3630 дней]. Многотысячные толпы жителей г. Дубоссары взяли под свою круглосуточную охрану Дубоссарский горсовет и семьи сотрудников Дубоссарского ГОВД. Протестующие дубоссарцы 4 октября 1991 года заняли ряд административных помещений (суда, районного совета и прокуратуры), вынудив ОПОН полностью покинуть город. В форме же полицейским митингующие разрешили находиться исключительно на территории здания полиции, куда они теперь были вынуждены ходить на работу и с работы в гражданской одежде[страница не указана 3630 дней][страница не указана 3630 дней].

#### Столкновения 13-15 декабря 1991 года
Предтечей боевых столкновений стал факт перехода 06.12.1991 в полном составе Слободзейского РОВД и 13 сотрудников Григориопольского РОВД под юрисдикцию Приднестровской Молдавской Республики[страница не указана 3630 дней]. Обстановка накалялась, но единственным мостом, связывающим Молдову с Григориополем был мост на трассе Кишинёв-Дубоссары, который взяло под охрану Дубоссарское ГОВД 07.12.1991. Им в усиление из г. Рыбница прибыли рыбницкие гвардейцы (костяк их составляли рабочие рыбницкого молочного завода, командированные администрацией завода по просьбе экс-директора завода, возглавившего штаб по обороне Рыбницы и Рыбницкого района Анатолия Каминского и молодые жители сёл Рыбницкого района, недавно вернувшиеся со срочной службы и вступившие в РОСМ — рабочие отряды содействия милиции и ТСО — территориально-спасательные отряды) во главе с капитаном (преподавателем в ДОСААФ) Владимиром Щербатым[страница не указана 3630 дней].
13 декабря 1991 года в 06.00 на въезде в село Дзержинское у круга на трассе Кишинёв-Дубоссары ОПОН Молдовы атаковал совместный пост милиционеров Дубоссарского ГОВД и рыбницких гвардейцев, убив троих из них и взяв в плен ещё 17 человек. Бой длился до 06.05. Одновременно ОПОН Молдовы обстрелял в 06.20 проезжавший мимо круга рейсовый автобус Дубоссары-Кишинёв, испугавшись, что это якобы едут казаки Дубоссарского Казачьего округа (ДКО) освобождать пленных, тяжело ранив водителя в грудь. Лёгкие ранения получил также один пассажир автобуса. Остальные пассажиры отделались испугом и простреленными сумками с личными вещами в багажном отделении автобуса[страница не указана 3630 дней][нужна атрибуция мнения]. СМИ Молдовы в этом преступлении обвинили приднестровскую сторону.
В СМИ Молдовы прошло сообщение, что якобы в ночь с 12 на 13 декабря в Дубоссарах погиб полицейский, что якобы и вызвало атаку ОПОНа. Однако уже 14 декабря этот якобы убитый полицейский был обнаружен в нетрезвом виде в пгт Криуляны в Молдове[страница не указана 3630 дней].
Все дни 13-15 декабря 1991 года воспрявший городской отдел полиции решался на вечерние патрулирования г. Дубоссары в полной амуниции и вооружении ОПОНа со служебными овчарками на поводке[страница не указана 3630 дней]. Патрулирование закончилось, когда полицейские поняли, что помощь им из Молдовы не придёт, а выросшие на заднем дворе полиции в клетках овчарки отказывались проявлять агрессивность на знакомых им по запаху дубоссарцев (ночью их тайно прикармливали простые жители города)[страница не указана 3630 дней].

### Военные действия

#### Первомартовская засада на милицию, штурм отделения полиции
В ночь с 1 на 2 марта 1992 года неизвестными была расстреляна машина с приднестровскими милиционерами из Дубоссар, выехавшими по ложному вызову в район между зданием общежития и полицией. Ночью скончался начальник ГОВД г. Дубоссары И. Сипченко. Проверка на узле связи выявила, что ложный вызов был сделан с дежурной части здания полиции. Засаду устроили работники полиции Молдовы[нужна атрибуция мнения], но по понятным причинам Молдова отказывается признавать этот факт[страница не указана 3630 дней]. В ответ на расстрел милиции 2 марта 1992 года приднестровские казаки и гвардейцы, вместе с жёнами той части полицейских, что были дубоссарцами, а не прибыли с севера Молдовы на усмирение жителей мятежного города Дубоссары, утром окружили здание полиции и потребовали выдать преступников, но в ответ убившие И. Сипченко убили ещё и 19-летнего казака М. Зубкова[прояснить]. Половина полицейских, те, кто не был дубоссарцами, переодевшись в гражданскую одежду, бежали из города через чёрный ход сзади здания полиции. Другая половина полицейских (дубоссарцы) перешли на сторону своих жён и милиционеров, вступив в приднестровскую милицию[страница не указана 3630 дней][страница не указана 3630 дней].

#### События 14 марта 1992 года
Дальнейшая эскалация конфликта привела к началу открытых военных действий. В Дубоссарском районе интенсивные бои велись возле Кочиер и Рогов, и на развилке Кошницы-Дороцкое.
Первый бой на Роговской развилке произошёл в ночь с 13 на 14 марта, когда Молдова атаковала пост гвардейцев на Роговской развилке трассы Дубоссары-Рыбница, убив 4 из них, а также ранив или взяв в плен остальных.
Одновременно первый бой возле Кошницкой развилки и села Дороцкого произошёл в ночь с 13 на 14 марта, когда Молдова решила отрезать г. Дубоссары не только с севера, но и с юга, пытаясь перерезать и автотрассу Дубоссары-Тирасполь, атаковав позиции дубоссарских ополченцев[страница не указана 3630 дней].
В итоге театр военных действий расширился, охватив левобережные села на подступах к Дубоссарам и правобережные Бендеры. Систематическим артобстрелам подвергались жилые кварталы Дубоссар и Григориополя
В ходе вооружённых столкновений Молдова применила автоматическое и стрелковое оружие, военную технику, артиллерию, в частности, противоградовые установки «Алазань» против плохо вооружённых отрядов приднестровских гвардейцев и казаков, состоящих их местных дубоссарских ополченцев, а также иностранных добровольцев — сторонников ПМР.[страница не указана 3630 дней].

## Последствия

### Город и Дубоссарский район после конфликта

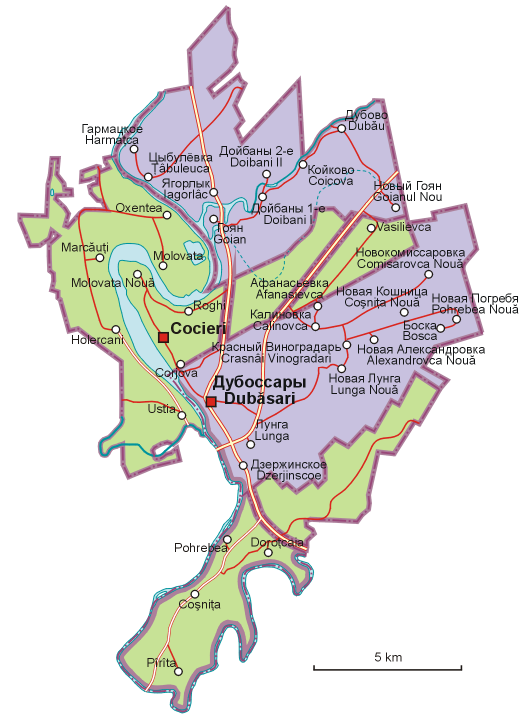
Карта Дубоссарского района, разделённого на две части: молдавскую и приднестровскую.
Зелёный: территории, на которые претендует Дубэсарьский райсовет Республики Молдовы (реально он контролирует лишь западную половину из отмеченных зелёным цветом территорий, начинающихся у крайних домов сёл Кочиеры и Дороцкое, а восточная их половина находится в действующем землепользовании хозяйств Приднестровской Молдавской Республики, обрабатывающих их с 1992 года);
Сиреневый: территории ПМР, на которые не претендует Дубэсарьский райсовет Республики Молдовы

После вооружённого конфликта в Приднестровье Дубоссарский район оказался разделённым на две части: молдавскую и приднестровскую. В настоящее время Молдавия контролирует некоторые территории и населённые пункты на левом берегу реки, заявленные властями ПМР как территория Республики. Проблемной остаётся принадлежность городского микрорайона Коржево, который контролируется властями ПМР, но Молдавия считает его отдельным селом. По мнению молдавской стороны, руководство Приднестровья «игнорирует факт принадлежности села Молдавии», а также препятствует работе полиции, пытающейся установить контроль над Коржево.
Из-за конфликта многие земли, номинально якобы принадлежавшие сёлам Дубэсарьский райсовет (в изгнании) Республики Молдовы и частные владения жителей этих сёл оказались разделены или изолированы от своих владельцев рыбницкой автотрассой Приднестровья. Общая площадь таких земель в Дубоссарском районе составляет 8925,25 га. Формально эти территории принадлежат молдавским Кочиерам, Кошнице, Дороцкому, Новой Маловате и Пырыте. Реально же они принадлежат и обрабатываются с 1992 года сельскохозяйственными предприятиями Приднестровской Молдавской Республики. Согласно молдавским источникам, приднестровские сельхозпредприятия не допускают жителей этих населённых пунктов, которым Молдова на бумаге раздала данные земли (не согласовав с ПМР) за рыбницкую автотрассу для обработки земель. СМИ Молдовы распространяют информацию, что якобы территории за автотрассой заброшены и никем не контролируются..

### Жертвы. Разрушения
Половина погибших — мирные жители города, нашедшие свою смерть на своих рабочих местах или в своих домах. Наиболее значима для жителей города память о погибших 6 июля 1992 года руководителях пищевых и торговых предприятий города после обстрела Дубоссарского горсовета из гаубиц Молдовой: Рафаэл Гареев, Илья Гуриценко, Вячеслав Додул, Геннадий Кузнецов, Наталья Луполова, Галина Марченко, Степан Покотило, Василий Радовский.
Другая половина — погибшие военизированные группы обороняющие Дубоссары, значительная часть которых — добровольцы и наёмники из России.
Многие дубоссарцы после войны 1992 года остались без родителей или стали инвалидами.
1 августа объявлено в Дубоссарах Днём скорби и памяти.